# میلتون، شهرستان آنتریم، میشیگان
میلتون (به انگلیسی: Milton Township) یک منطقهٔ مسکونی در ایالات متحده آمریکا است که در شهرستان انتریم، میشیگان واقع شده‌است.
 میلتون ۱۱۳٫۱ کیلومتر مربع مساحت و ۲٬۲۰۴ نفر جمعیت دارد و ۱۹۳ متر بالاتر از سطح دریا واقع شده‌است.